# Vivek Ramaswamy
Vivek Ganapathy Ramaswamy (/vɪˈveɪk rɑːməˈswɑːmiː/; vih-VAYK rah-mə- SWAH -mee; født 9. august 1985) er en amerikansk forretningsmand og politiker. Han har tidligere arbejdet i en hedgefond og grundlagde i 2014 biotekselskabet Roivant Sciences. I februar 2023 erklærede Ramaswamy sit kandidatur til det republikanske partis præsidentkandidat ved det amerikanske præsidentvalg i 2024. Han trak sig som republikansk præsidentkandidat den 15. januar 2024 efter at fået en fjerdeplads med 7,7 procent af stemmerne ved republikanernes første primærvalg i delstaten Iowa.
Ramaswamy dimitterede i 2007 fra Harvard University med en bachelor i biologi. Han blev yderligere indskrevet på Yale Law School i 2011, hvorfra han dimitterede i 2013. Ramaswamy arbejde i den mellemliggende periode, fra 2007 til 2014, i hedgefonden QVT Financial, hvor han var partner og medforvaltede hedgefondens biotekportefølje.
I 2014 grundlagde Ramaswamy biotekselskabet Roivant Sciences ("Roi" i virksomhedens navn refererer til "return on investment"/investeringsafkast). I 2017 solgte Ramaswamy dele af Roivant til forskellige investeringsselskaber, hvilket indbragte ham samlet 175 millioner dollars i kapitalgevinster fra salget. Ramaswamy er fortsat (pr. april 2023) den sjettestørste aktionær i Roivant,  med en ejerandel på 7,17%. Roivant havde en samlet markedsværdi (market cap) på ca. 9 milliarder dollars primo september 2023 og handlede på NASDAQ under tickersymbolet "ROIV".
Ramaswamy var i begyndelsen af 2022 med til at stifte kapitalforvalteren Strive Asset Management. Selskabet rejste omkring $20 millioner fra eksterne investorer, herunder Peter Thiel, JD Vance og Bill Ackman. Strive har slået sig op på at være "anti-woke" og "anti-ESG". Her har Ramaswamy bl.a. hævdet, at de største kapitalforvaltere, såsom BlackRock, State Street og Vanguard, blander forretning med ESG-politik til skade for deres fondes investorer. En af Strives mest kendte investeringsfonde er den ETF, som handler under tickersymbolet "DRLL", der blev lanceret i 2022 som en "anti-woke" energisektorindeksfond. Ramaswamy sagde i denne forbindelse, at Strive herigennem ville presse energiselskaberne til at bore efter mere olie, søge efter mere naturgas og "gøre, hvad der tillader dem [selskaberne] til at få mest succes på lang sigt uden hensyntagen til politiske, sociale, kulturelle eller miljømæssige dagsordener." 
Ramaswamy annoncerede sit kandidatur til det republikanske partis præsidentkandidat den 21. februar 2023. Han startede sin kampagne med at hævde, at USA var midt i en national identitetskrise fremkaldt af, hvad han kaldte "nye sekulære religioner som COVID-isme, klimaisme og kønsideologi". Han er også en kritiker af miljømæssige, sociale og corporate governance-initiativer (ESG). Han fik en fjerdeplads med 7,7 % af stemmerne ved republikanernes første primærvalg i delstaten Iowa 15. jnauar 2024 og trak sig efterfølgende som kandidat.
I august 2023 anslog Forbes Ramaswamys nettoformue til mere end $950 millioner.

## Udgivne værker
- Woke, Inc.: Inside Corporate America's Social Justice Scam. Center Street. 2021. ISBN 978-1546090786. OCLC 1237631944.
- Nation of Victims: Identity Politics, the Death of Merit, and the Path Back to Excellence. Center Street. 2022. ISBN 978-1546002963. OCLC 1546002960.
- Capitalist Punishment: How Wall Street Is Using Your Money to Create a Country You Didn't Vote For. Broadside Books. 2023. ISBN 978-0063337756. OCLC 1362864450.